# Lydda elongata
Lydda elongata är en insektsart som först beskrevs av Fabricius 1781.  Lydda elongata ingår i släktet Lydda och familjen Derbidae. Inga underarter finns listade i Catalogue of Life.